# Tuffi ai campionati mondiali di nuoto 2024 - Trampolino 3 metri sincro misti
La competizione dei tuffi dal trampolino 3 metri sincro misti dei campionati mondiali di nuoto 2024 si è svolta il 10 febbraio 2024 presso il Centro Acquatico Hamad di Doha, in Qatar.
Alla gara hanno preso parte 37 tuffatori provenienti da 17 nazioni.
La competizione è stata vinta dalla coppia australiana composta da Domonic Bedggood e Maddison Keeney, che ha preceduto sul podio gli italiani Matteo Santoro e Chiara Pellacani e i coreani Yi Jae-gyeong e Kim Su-ji.

## Programma
| Data             | Ora   | Turno  |
| ---------------- | ----- | ------ |
| 10 febbraio 2024 | 13:32 | Finale |

## Risultati
| Class   | Nazione         | Tuffatori                                     | Punti  |
| ------- | --------------- | --------------------------------------------- | ------ |
| Oro     | Australia       | Domonic Bedggood Maddison Keeney              | 300.93 |
| Argento | Italia          | Matteo Santoro Chiara Pellacani               | 287.49 |
| Bronzo  | Corea del Sud   | Yi Jae-gyeong Kim Su-ji                       | 285.03 |
| 4       | Gran Bretagna   | Ross Haslam Grace Reid                        | 278.28 |
| 5       | Messico         | Jahir Ocampo Paola Pineda                     | 275.31 |
| 6       | Svezia          | Elias Petersen Emilia Nilsson Garip           | 267.39 |
| 7       | Stati Uniti     | Noah Duperre Bridget O'Neil                   | 262.17 |
| 8       | Francia         | Gwendal Bisch Naïs Gillet                     | 260.85 |
| 9       | Germania        | Alexander Lube Jana Rother                    | 257.64 |
| 10      | Nuova Zelanda   | Liam Stone Elizabeth Roussel                  | 252.66 |
| 11      | Polonia         | Kacper Lesiak Aleksandra Błażowska            | 252.30 |
| 12      | Irlanda         | Jake Passmore Clare Cryan                     | 249.12 |
| 13      | Ucraina         | Kyrylo Azarov Hanna Pysmenska                 | 235.50 |
| 14      | Indonesia       | Andriyan Andriyan Gladies Lariesa Garina Haga | 207.00 |
| 15      | Rep. Dominicana | José Calderón Victoria Garza                  | 198.12 |
| 16      | Georgia         | Giorgi Tsulukidze Tekle Sharia                | 198.72 |
| 17      | Macao           | He Heung Wing Zhao Hang U                     | 166.17 |